# У Саньгуй
У Саньгу́й (кит. трад. 吳三桂, упр. 吴三桂, пиньинь Wú Sānguì; 1612, Суйчжун, империя Мин — 1678, Хэнъян, Хунань) — китайский полководец, который после взятия Пекина участниками крестьянского восстания во главе с Ли Цзычэном (1644 год) открыл ворота Шаньхайгуаньской заставы Великой китайской стены для маньчжуров. Этот поступок привёл к падению империи Мин и воцарению в Пекине маньчжурской династии государства Цин.
Измена долгу стоила У Саньгую поддержки любимой жены, Чэнь Юаньюань, которая предпочла удалиться в монастырь, и неблаговидной репутации в китайской историографии. В 1659 году император Шуньчжи назначил его наместником провинции Юньнань, где он должен был искоренить сопротивление сторонников прежней империи, возглавляемых последним императором так называемой династии Южная Мин Чжу Юланом (император Юнли). В том же году Чжу Юлан бежал в Бирму, и в 1662 году был выдан оттуда У Саньгую и маньчжурскому генералу Айсинге, которые и казнили его (вероятно, не без указания из Пекина).
Пока маньчжуры были заняты наведением порядка на севере страны, южные провинции Юньнань, Гуандун и Фуцзянь фактически превратились в самостоятельные княжества во главе со своими наместниками. В 1673 году, когда император Канси попытался урезать их самостоятельность, разразился Мятеж трёх феодалов, в ходе которого У Саньгуй провозгласил себя первым императором государства Чжоу.
В 1674 году У Саньгуй выдвинулся в центральные районы Китая, однако колебался идти к Пекину, тем более что в заложниках у пекинских властей находился его сын. В течение последующих лет он стал терпеть поражения, а в 1678 году умер от дизентерии, по разным данным 9 апреля или 2 октября. Его внук У Шифань продолжал сопротивляться Канси до 1681 года.

## Дополнительные источники
- У Саньгуй : [арх. 15 июня 2024] / Дмитриев С. В. // Большая российская энциклопедия [Электронный ресурс]. — 2017.
- 吴三桂 - 《中国大百科全书》第三版网络版 (кит.). Encyclopedia of China Publishing House. Дата обращения: 4 октября 2023.